# Ofisa Treviranus

a Compétitions nationales et continentales officielles uniquement.

b Matchs officiels uniquement.
Dernière mise à jour le 15 août 2021.
Ofisa Treviranus, né le 31 mars 1984 à Apia (Samoa), est un joueur de rugby à XV et rugby à sept international samoan évoluant au poste de troisième ligne aile ou de troisième ligne centre. Il évolue la majeure partie de sa carrière professionnelle avec les London Irish en Premiership. Il mesure 1,87 m pour 109 kg.
Il a deux frères qui sont eux aussi joueurs de rugby professionnels et internationaux samoans : l'ailier Alapati Leiua (Bristol) et le troisième ligne Ray Ofisa (en) (ex Connacht).

## Carrière

### En club
Après avoir été commencé en tant que joueur amateur aux Samoa, il s'engage en 2007 avec la province irlandaise du Connacht disputant la Ligue Celtique,. Il n'y joue qu'une saison, évoluant alors au poste d'ailier, aux côtés de son frère Ray Ofisa, avant de repartir jouer dans son pays,.
En 2011, il est recruté par le club anglais des London Irish en Aviva Premiership. Il devient rapidement un cadre au poste de troisième ligne, et joue huit saisons avec le club londonien,. Il quitte le club en juin 2019.
Il joue une dernière saison au niveau amateur avec Chinnor RFC (en) en National League One en 2019-2020.

### En équipe nationale

#### En rugby à XV
Ofisa Treviranus obtient sa première cape internationale avec les Samoa le 18 juin 2009 à l’occasion d’un match contre l'équipe du Japon à Sigatoka.
Il fait partie du groupe samoan retenu pour disputer la Coupe du monde 2011 en Nouvelle-Zélande, il joue alors trois matchs dans la compétition, dont un comme titulaire contre l'équipe du pays de Galles.
Il est sélectionné en tant que capitaine du groupe samoan sélectionné par Stephen Betham pour participer à la Coupe du monde 2015 en Angleterre. Il dispute alors trois matchs comme titulaire et capitaine (États-Unis, Afrique du Sud, Japon), il n'est absent que pour le match contre l'équipe d'Écosse.

#### En rugby à sept
Ofisa Treviranus a été membre de l'équipe des Samoa à sept. 
Il s'est notamment illustré lors de l'édition 2009-2010 des World Rugby Sevens Series où son équipe a remporté le titre.

## Palmarès

### En club
- Finaliste du Challenge européen en 2014.

- Vainqueur du RFU Championship (D2 Anglaise) en 2017 et 2019.

### En équipe nationale
- Participation aux Coupes du monde 2011 (3 matchs) et 2015 (3 matchs).

- Vainqueur des World Rugby Sevens Series édition 2009-2010.